# Port Dundas (distillerie)
Port Dundas est une distillerie de whisky de grain située à Glasgow, en Écosse et fermée en 2010.

## Historique
À l'origine il y avait deux distilleries dans le quartier de Port Dundas, à Glasgow. La première y a été fondée en 1811 par Daniel McFarlane. Deux ans plus tard la seconde distillerie y a été établie par Brown, Gourlie & Co. En 1845 des alambics coffey stills pour l'élaboration de whisky de grain furent installés dans les deux distilleries.
Les deux distilleries ont fusionné dans les années 1860 et, en 1877, elles furent absorbées par la Distillers Company. En 1903 elles ont été détruites par un incendie avant d'être reconstruites une première fois en 1913 et une seconde fois en 1916 après avoir été détruites par un nouvel incendie. La distillerie a été fermée pendant la Seconde Guerre mondiale. Un grand programme de modernisation a été entrepris durant les années 1970.
Le 1er juillet 2009, le groupe Diageo, qui détenait alors la distillerie, annonça la fermeture de Port Dundas qui devint effective en 2010.

## Embouteillage
Le whisky de grain de Port Dundas était destiné à l'élaboration des blends Johnnie Walker, J&B, Bell's, Black & White, Vat 69, Haig et White Horse. Il n'existe pas d'embouteillage officiel.